# Хосе Анхель (футболіст, 1992)
Хосе Анхель Хурадо де ла Торре (ісп. José Ángel Jurado de la Torre; нар. 21 червня 1992, Севілья, Іспанія) — іспанський футболіст, центральний півзахисник «Тенерифе».

## Життєпис

### Ранні роки
Хосе Анхель тренувався в одній з найсильніших молодіжних команд країни, «Реал Бетіс», в якому отримав свій перший професіональний контракт. Напередодні старту сезону 2010/11 років уклав договір з «Реал Бетісом Б», який виступав у Сегунда Дивізіоні Б. Команда фінішувала шістнадцятою й ледве змогла уникнути пониження в класі, а Хосе Анхель зіграв 23 матчі. Починаючи з сезону 2011/12 років підписав контракт з іншим фарм-клубом, «Вільяреалом Б», представником Сегунда Дивізіону А. Але одразу ж Хосе віддали в оренду «Мірандесу», команді з Сегунда Дивізіону Б. Команда провела відмінний рік. Спочатку в Кубку Іспанії дійшла до півфіналу, почергово обіграла «Вільярреал», «Расінг» (Сантандер) і «Еспаньйол». Однак у півфіналі «Мірандес» поступився іменитішому «Атлетік» (Більбао). Також успішним став рік і в чемпіонаті. Команда зіграла з чемпіонами та вибила «Атлетіко Балеарес» у фінальному раунді. Вперше в історії «Мірандеса» команда здобула путівку до професіонального футболу.

### Іспанські клуби
У сезоні 2012/13 років грав за «Вільярреал Б», який тим часом опустився до Сегунда Дивізіону Б. У новому сезоні команда фінішувала на 9-му місці. Він також грав за афілійовану команду протягом сезону 2013/14, яка фінішувала 11-ю. Однак за ці два сезони він так і не зіграє за першу команду. 14 липня 2014 року Хосе Анхель перейшов до «Альмерія», але одразу ж був переведений до резервної команди, яка протягом першого сезону 2014/15 років вийшов у Сегунда Дивізіон Б. На професіональному рівні дебютував 5 грудня 2014 року в переможному (4:3) виїзному поєдинку 1/16 фіналу кубку Іспанії, в якому на 67-й хвилині замінив Корону. Став одним з основних гравців команди, яка посіла третє підсумкове місце. Однак у фінальному раунді «Альмерія Б» поступилася «Гвадалахарі». Напередодні старту сезону 2015/16 років переведений до першої команди, яка через виліт у попередньому сезоні змушена була грати у Сегунда Дивізіоні А. 14 червня 2015 року перевели до основної команди, яка виступала в Сегунда Дивізіоні. Дебютував за головну команду 23 серпня 2015 року, замінивши Мохаммеда Фатау в домашньому матчі проти «Леганеса» (3:2). Першим голом на професіональному рівні відзначився 27 березня наступного року, в нічийному (1:1) поєдинку проти «Мальорки» на Хуегос Медітерранеос. У сезоні 2016/17 років продовжив виступати за першу команду «Альмерії», яка фінішувала п’ятнадцятою. Його контракт, розрахований до завершення сезону 2017/18 років, був розірваний з ініціативи клубу 31 січня 2017 року.

### За кордоном
Ставши вільним агентом, отримав можливість вперше спробувати сили за кордоном. 31 березня 2017 року підписав контракт з «Буде-Глімт», яка виступала в 1-му дивізіоні (другий дивізіон норвезького футболу). Команда напередодні вилетіла з вищого дивізіону й поставила мету повернутися до еліти норвезького футболу якнайшвидше, зокрема для цього й зпросили Хосе Анхеля. Сезон 2017 року для «Буде-Глімта» став успішним, команда виграла Перший дивізіон. Наступного сезону грав в Елітесеріен й допоміг команді зберегти місце в еліті норвезького футболу, «Буде-Глімт» фінішував у турнірній таблиці на 11-му місці. Сезон 2019 року став успішним для норвезького клубу, але 15 лютого 2019 року відданий в оренду «Шерифу» з Національного дивізіону. У травні разом з командою виграв національний кубок.

### Повернення до Іспанії
Після двох з половиною сезонів виступів за кордоном повернувся на батьківщину. 27 серпня 2019 року підписав контракт із командою Сегунда Дивізіону Б «Картахена». У своєму дебютному сезоні в новій команді залишався дублером панамця Альберто Карраскільї та іспанця Мігеля Кордеро. У сезоні 2019/20 років разом з «Картахеною» став чемпіоном країни. За підсумками останнього туру портова команда виборола право підвищитися в класі. Під час виконання серії післяматчевих пенальті «Картахена» обіграла «Атлетіко Балеарес». Для гравця це означало повторення того, що він пережив у «Мірандесі». Проте на відміну від вище вказаної команди, він пішов за портовою командою до Сегунди Дивізіон А в сезоні 2020/21 років став основним гравцем й допоміг клубу з портового міста двома голами в тридцяти трьох матчах уникнути вильоту до нижчого дивізіону. 8 липня 2021 року продовжив контракт на один рік і був зареєстрований на сезон 2021/22 років.

### Об'єднані Арабські Емірати
13 липня 2021 року в рамках підготовки до нового сезону на Пінатар-Арені відбувся товариський матч проти «Аль-Вахди», який завершився нульовою нічиєю. Через декілька днів його контракт розірвали за обопільною згодою, і гравець пішов у команду з чемпіонату ОАЕ. Під час цього переходу було сплачено гонорар у розмірі 150 000 євро, а зарплата гравця зросла втричі. Загалом зіграв 14 матчів, 10 — у чемпіонаті та 4 — в Кубку. Також відзначився одним голом у національному кубку. Після першого кола команда з шістьма очками команда посідала 2-ге місце, поступаючись «Аль-Айну».

### Друге повернення до Іспанії
12 січня 2022 року Хосе Анхель несподівано повернувся до «Картахени», з яким підписав контракт до завершення сезону. Через три дні виявилося, що його не можуть зареєструвати. Це було пов’язано зі статтею 126(5) Загального регламенту РФЕФ, яка передбачає, що «футболісти, чия ліцензія була анульована, не можуть отримати ліцензію протягом того ж самого сезону в тій же команді клубу, якій вони вже належали». Тому угоду між портовою командою та Хосе Анхелем було розірвано. Наступного дня він перейшов до «Алькоркона» з Сегунда Дивізіону А займала останнє місце після двадцяти трьох матчів, набрав одинадцять очок, при цьому клубу не вистачало п’ятнадцяти очок, щоб залишити зону вильоту. 24 січня 2022 року включений до основного складу, в нічийному (0:0) домашньому поєдинку проти «Мірандеса», в якому відіграв усі 90 хвилин. Проте команда й надалі залишалася на останньому місці. Саме у виїзному поєдинку 36-го туру проти «Картахени» «Алькоркон» поступився з рахунком 1:3 та вилетів з чемпіонату.
3 липня 2022 року підписав 2-річний контракт із «Тенерифе». Одразу ж став гравцем основи. Дебютував за нову команду в програному (1:2) поєдинку проти «Ейбара». Першим голом за «Тенерифе» відзначився вже наступного туру, в нічийному (1:1) домашньому поєдинку проти «Луго».
25 липня наступного року підписав 2-річний контракт з представником Прімери Федерасьйон «Депортіво» (Ла-Корунья).

## Статистика виступів

### Клубна
Станом на 17 січня 2022 року.
| Сезон                     | Команда                   | Чемпіонат                 | Чемпіонат | Чемпіонат | Нац. кубок | Нац. кубок | Нац. кубок | Конт. кубок | Конт. кубок | Конт. кубок | Інші кубки | Інші кубки | Інші кубки | Загалом | Загалом |
| Сезон                     | Команда                   | Змаг.                     | Матчі     | Голи      | Змаг.      | Матчі      | Голи       | Змаг.       | Матчі       | Голи        | Змаг.      | Матчі      | Голи       | Матчі   | Голи    |
| ------------------------- | ------------------------- | ------------------------- | --------- | --------- | ---------- | ---------- | ---------- | ----------- | ----------- | ----------- | ---------- | ---------- | ---------- | ------- | ------- |
| 2010-2011                 | «Бетіс Б»                 | СДБ                       | 23        | 1         |            | -          | -          |             | -           | -           |            | -          | -          | 23      | 1       |
| 2011-2012                 | «Мірандес»                | СДБ                       | 22        | 0         | КІ         | 2          | 0          |             | -           | -           |            | -          | -          | 24      | 0       |
| 2012-2013                 | «Вільярреал Б»            | СДБ                       | 23        | 3         |            | -          | -          |             | -           | -           |            | -          | -          | 23      | 3       |
| 2013-2014                 | «Вільярреал Б»            | СДБ                       | 30        | 1         |            | -          | -          |             | -           | -           |            | -          | -          | 30      | 1       |
| Загалом за «Вільярреал Б» | Загалом за «Вільярреал Б» | Загалом за «Вільярреал Б» | 53        | 4         |            | -          | -          |             | -           | -           |            | -          | -          | 53      | 4       |
| 2014-2015                 | «Альмерія Б»              | СДБ                       | 37        | 1         |            | -          | -          |             | -           | -           |            | -          | -          | 37      | 1       |
| 2014-2015                 | «Альмерія»                | ПД                        | 0         | 0         | КІ         | 2          | 0          |             | -           | -           |            | -          | -          | 2       | 0       |
| 2015-2016                 | «Альмерія»                | СД                        | 25        | 1         | КІ         | 3          | 0          |             | -           | -           |            | -          | -          | 28      | 1       |
| 2016-бер. 2017            | «Альмерія»                | СД                        | 12        | 0         | КІ         | 1          | 0          |             | -           | -           |            | -          | -          | 13      | 0       |
| Загалом за «Альмерію»     | Загалом за «Альмерію»     | Загалом за «Альмерію»     | 37        | 1         |            | 6          | 0          |             | -           | -           |            | -          | -          | 43      | 1       |
| бер.-гр. 2017             | «Буде-Глімт»              | 1Д                        | 22        | 0         | КН         | 3          | 1          |             | -           | -           |            | -          | -          | 25      | 1       |
| 2018                      | «Буде-Глімт»              | ЕС                        | 28        | 1         | КН         | 2          | 0          |             | -           | -           |            | -          | -          | 30      | 1       |
| Загалом за «Буде-Глімт»   | Загалом за «Буде-Глімт»   | Загалом за «Буде-Глімт»   | 50        | 1         |            | 5          | 1          |             | -           | -           |            | -          | -          | 55      | 2       |
| лют.-сер. 2019            | «Шериф»                   | НД                        | 13        | 2         | КМ         | 2          | 0          | ЛЧУ+ЛЄУ     | 1+0         | 0           |            | -          | -          | 16      | 2       |
| 2019-2020                 | «Картахена»               | СДБ                       | 16        | 0         | КІ         | 2          | 1          |             | -           | -           |            | -          | -          | 18      | 1       |
| 2020-2021                 | «Картахена»               | СД                        | 33        | 2         | КІ         | 0          | 0          |             | -           | -           |            | -          | -          | 33      | 2       |
| Загалом за «Картахену»    | Загалом за «Картахену»    | Загалом за «Картахену»    | 49        | 2         |            | 2          | 1          |             | -           | -           |            | -          | -          | 51      | 3       |
| 2021-січ. 2022            | «Аль-Вахда»               | ПЛ ОАЕ                    | 10        | 0         | КПЛ        | 4          | 1          | ЛЧА         | 2           | 0           |            | -          | -          | 16      | 1       |
| січ.-лип. 2022            | «Алькоркон»               | СД                        | 0         | 0         |            | -          | -          |             | -           | -           |            | -          | -          | 0       | 0       |
| Усього за кар'єру         | Усього за кар'єру         | Усього за кар'єру         | 294       | 12        |            | 21         | 3          |             | 3           | 0           |            | -          | -          | 318     | 15      |

## Досягнення
«Буде-Глімт»
- Перший дивізіон Норвегії
  -  Чемпіон (1): 2017

«Шериф» (Тирасполь)
- Кубок Молдови
  -  Володар (1): 2018/19